# 莱达尼亚
莱达尼亚，是西班牙卡斯蒂利亚-拉曼恰昆卡省的一个市镇。总面积66平方公里，总人口1896人（2001年），人口密度29人/平方公里。